# Mistrovství světa v zápasu řecko-římském 1971
Mistrovství světa v zápasu řecko-římském proběhlo v roce 1971 v Sofii, Bulharsko. 

## Výsledky
| Kategorie | Zlato             | Stříbro             | Bronz               |
| --------- | ----------------- | ------------------- | ------------------- |
| 48 kg     | Vladimir Zubkov   | Hızır Sarı          | Stefan Angelov      |
| 52 kg     | Petar Kirov       | Gheorghe Stoiciu    | József Doncsecz     |
| 57 kg     | Rustam Kazakov    | Christo Trajkov     | János Varga         |
| 62 kg     | Georgi Markov     | Kazimierz Lipień    | Hideo Fudžimoto     |
| 68 kg     | Sreten Damjanović | Klaus-Peter Göpfert | Takaši Tanoue       |
| 74 kg     | Viktor Igumenov   | Momir Kecman        | Petros Galaktopulos |
| 82 kg     | Csaba Hegedűs     | Anatolij Nazarenko  | Kiril Dimitrov      |
| 90 kg     | Valerij Rezancev  | Stojan Nikolov      | Lothar Metz         |
| 100 kg    | Pelle Svensson    | Nicolae Martinescu  | Marin Kolev         |
| +100 kg   | Aleksandar Tomov  | Anatolij Roščin     | Petr Kment          |